# Alberto Arvelo Torrealba
Alberto Arvelo Torrealba é um município da Venezuela localizado no estado de Barinas.
A capital do município é a cidade de Sabaneta.